# Boże Ciało
Boże Ciało (bra:Corpus Chtisti) é um filme de drama polonês de 2019 dirigido por Jan Komasa e escrito por Mateusz Pacewicz. Estreou primeiramente em 29 de agosto de 2019 no Festival Internacional de Cinema de Veneza e foi selecionado para representar a Polônia no Oscar 2020. A obra venceu dez prêmios no Festival de Cinema Gdynia, incluindo melhor diretor e melhor roteiro, além de uma menção especial no Festival Internacional de Cinema de Reykjavik.

## Elenco
- Bartosz Bielenia - Daniel
- Aleksandra Konieczna - Lidia
- Eliza Rycembel - Marta
- Leszek Lichota - Prefeito
- Łukasz Simlat - Pai Tomasz
- Tomasz Zietek - Pinczer
- Barbara Kurzaj